# The Aces (gruppo musicale statunitense)
The Aces sono un gruppo musicale statunitense attivo dal 2016. Nel corso della loro carriera, hanno pubblicato tre album ed eseguito due tour da headliner.

## Storia del gruppo
Le sorelle Cristal e Alisa Ramirez iniziano a sviluppare una passione congiunta per la musica fin da bambine, grazie anche all'influenza della famiglia: il padre è appassionato danze caraibiche, la madre di artisti come Michael Jackson e Whitney Houston, il fratello di musica punk rock. Le due iniziano dunque a pubblicare musica su YouTube, assumendo già allora lo pseudonimo di The Aces. Negli anni successivi, le amiche McKenna Petty e Katie Henderson iniziarono a suonare insieme alle due sorelle. Dopo aver svolto l'attività di musicisti in maniera amatoriale, nel 2012 pubblicano il loro EP d'esordio via Red Bull Records utilizzando lo pseudonimo di The Blue Aces.
Nel 2014 pubblicano il loro secondo EP, Gave Me My Heart, per poi tornare nuovamente al nome di The Aces. Nel 2016 pubblicano il loro singolo di debutto Stuck, per poi intraprendere l'attività concertistica aprendo concerti per artisti come Why Don't We, 5 Seconds of Summer e X Ambassadors. Nel 2018 pubblicano l'album di debutto When My Heart Felt Volcanic, a cui fa seguito un tour statunitense denominato Waiting for You Tour. Nel 2020 pubblicano l'album Under My Influence, a cui fa seguito un tour eponimo l'anno successivo. Nel giugno 2023 il gruppo pubblica prima l'album I've Loved You For So Long, seguito dalla pubblicazione di un EP intitolato I Don't Like Being Honest.

## Stile e influenze musicali
Le componenti di The Aches hanno citato i seguenti artisti come principali fonti d'ispirazione musicale: Paramore, Earth, Wind & Fire, The Beatles, New Order, Depeche Mode, Michael Jackson e Weezer.

## Formazione
- Cristal Ramirez – Voce principale e chitarra
- Katie Henderson – Chitarra e cori
- McKenna Petty – basso e cori
- Alisa Ramirez – batteria e cori

## Discografia

### Album
- 2018 – When My Heart Felt Volcanic
- 2020 – Under My Influence
- 2023 – I've Loved You For So Long
- 2025 - Gold Star Baby

### EP
- 2012 – The Blue Aces
- 2014 – Gave You My Heart
- 2017 – I Don't Like Being Honest

### Singoli
- 2016 – Stuck
- 2017 – Physical
- 2017 – Baby Who
- 2017 – Touch
- 2018 – Fake Nice
- 2018 – Volcanic Love
- 2018 – Lovin' is Bible
- 2018 – Just Like That
- 2018 – Last One
- 2018 – Waiting For You
- 2020 – Daydream
- 2020 – Lost Angeles
- 2020 – My Phone is Trying to Kill Me
- 2020 – Kelly
- 2020 – Sleepy Eyes
- 2021 – Don't Freak
- 2022 – Girls Make Me Wanna Die
- 2023 – Always Get This Way
- 2023 – Solo
- 2023 – I've Loved You For So Long